# Tramlijn B (Reims)
Tramlijn B van de tram van Reims is een tramlijn van de Tram van Reims in de agglomeratie van Reims. Hij loopt van Neufchâtel in het noorden van de stad Reims naar het TGV-station Champagne-Ardenne, in de plaats Bezannes.

## Geschiedenis
De lijn werd op 18 april 2011 gezamenlijk met lijn A geopend, twee dagen na de inauguratie van het netwerk welke de terugkeer van de tram van Reims betekende. De werken startten in 2008 en eindigden begin 2010. De lijn liep toen van Champagne-Ardennes TGV naar station Reims.
Op 5 september 2011 werd de lijn verlengd van Gare Centrale naar Neufchâtel, omdat het aantal overstappende reizigers naar lijn A op op halte Gare Centrale, naast het station van Reims, hoger bleek dan verwacht.

## Exploitatie

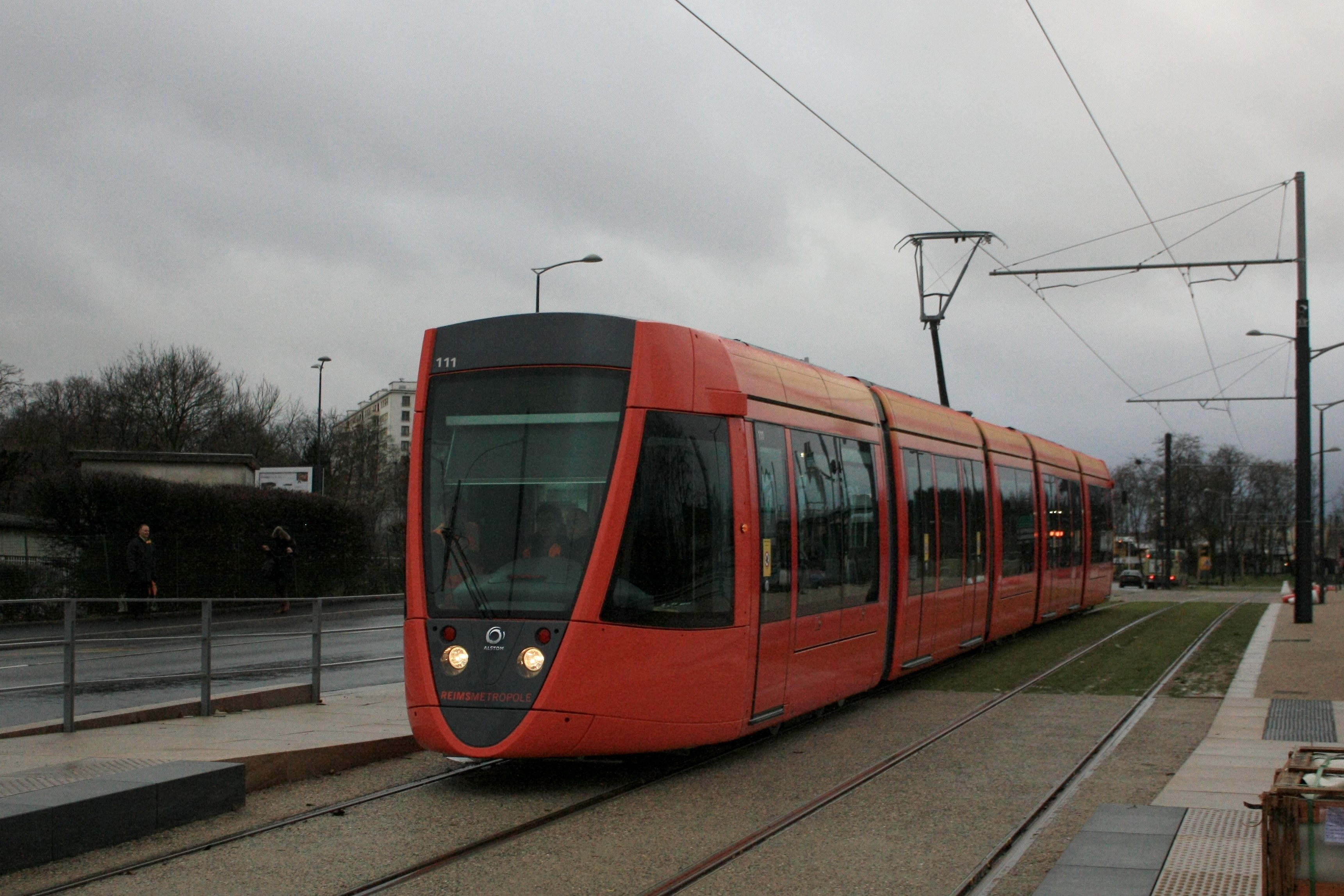
Een Citadis 302 tram op de lijn.

De trams rijden van vijf uur 's ochtends tot 1 uur 's nachts. In de spits rijden elke 15 minuten trams, daarbuiten elke twintig minuten. Op zondag rijden er elke dertig minuten trams.

### Materieel
De lijn wordt geëxploiteerd met de achttien trams van het type Citadis 302. De trams zijn 32,4 meter lang, hebben een breedte van 2,40 m, een 100% lage vloer, een capaciteit van 206 personen waarvan 48 zittend en zes op klapstoelen. Het vermogen van de trams is 480 kilowatt. De trams kunnen naast via bovenleiding ook werken via het APS systeem, welke over de lengte van ongeveer twee kilometer gebruikt wordt tussen de haltes Boulingrin en Comédie, in het centrum van Reims.
De trams komen in acht verschillende kleuren.

## Toekomst
Tussen de stations Léon Blum en Champagne TGV loopt lijn B door een toekomstig bouwgebied met woningen, kantoren, bedrijven, etc. Momenteel ligt er enkel spoor tussen de twee eerder vermelde stations. Maar bij de bebouwing van het terrein zal de lijn worden verdubbeld en twee nieuwe stations krijgen. Met de komst van de verdubbeling en stations is al rekening gehouden.